# International Braille Chess Association
A International Braille Chess Association (IBCA) é uma entidade dedicada ao enxadrismo para deficientes visuais.  A IBCA é uma organização filiada à FIDE fazendo parte da International Blind Sports Federation. Foi fundada em 1958 por Reginald Walter Bonham com representantes de nove países europeus. Atualmente, é composta por cerca de cinquenta países membros. A IBCA organiza os dois eventos internacionais mais importantes: Blind Chess Olympiad e Blind Team World Cup.